# Tipula moschifera
Tipula moschifera är en tvåvingeart som först beskrevs av Molina 1782.  Tipula moschifera ingår i släktet Tipula, ordningen tvåvingar, klassen egentliga insekter, fylumet leddjur och riket djur. Inga underarter finns listade i Catalogue of Life.